# Dieksbeck
Dieksbeck ist ein Naturschutzgebiet in der niedersächsischen Einheitsgemeinde Bienenbüttel im Landkreis Uelzen sowie in der Gemeinde Wendisch Evern in der Samtgemeinde Ostheide und der Gemeinde Deutsch Evern in der Samtgemeinde Ilmenau im Landkreis Lüneburg.
Das Naturschutzgebiet mit dem Kennzeichen NSG LÜ 265 ist circa 174 Hektar groß. Davon entfallen 125,6 Hektar auf den Landkreis Uelzen und 48,4 Hektar auf den Landkreis Lüneburg. Das Teil des Naturschutzgebietes ist Bestandteil des FFH-Gebietes „Ilmenau mit Nebenbächen“. Im Westen grenzt es an das Naturschutzgebiet „Lüneburger Ilmenauniederung mit Tiergarten“. Das Gebiet steht seit dem 2. Mai 2004 unter Naturschutz. Zuständige untere Naturschutzbehörden sind die Landkreise Uelzen und Lüneburg.
Das Naturschutzgebiet liegt zwischen Deutsch Evern und Bienenbüttel. Der östliche Teil des Naturschutzgebietes liegt vollständig innerhalb des Gebietes des Standortübungsplatzes Wendisch-Evern. Es stellt den Talraum des Dieksbaches und einen Teil der angrenzenden Geesthänge unter Schutz, der von quelligen Bruchwäldern mit zahlreichen Vermoorungen geprägt ist. Der Dieksbach ist an mehreren Stellen zu Teichen aufgestaut. Die Geesthänge sind überwiegend mit Kiefernforsten bestanden. In den Kiefernforsten sind vereinzelte Kratteichen erhalten, die an die ehemalige Nutzung als Heide erinnern. Im Bereich der Ilmenauniederung sind überwiegend naturnahe bodensaure Eichen-Mischwälder erhalten geblieben. Innerhalb des Standortübungsplatzes grenzt das Naturschutzgebiet im Norden teilweise direkt an Heide- und Magerrasenflächen an.
Durch die Unterschutzstellung soll das Gebiet erhalten und naturnah entwickelt werden. Dazu zählen u. a. die Entkusselung der Moorbereiche, die Wasserrückhaltung in entwässerten Gebieten und die Förderung standorttypischer Baumarten. Die Durchgängigkeit des Dieksbachs soll langfristig wiederhergestellt werden, wobei Staudammreste als Teil der Lüneburger Landwehr erhalten werden sollen. An mehreren Stellen befinden sich historische Karrenwege, wodurch das Gebiet auch kulturhistorisch bedeutsam ist.
Im Westen durchquert die Bahnstrecke Hannover–Hamburg das Naturschutzgebiet.